# Столинский районный краеведческий музей
Столинский районный краеведческий музей — музей в городе Столин Брестской области Беларуси. Музей размещается на территории парка «Маньковичи», который принадлежит к числу памятников природы республиканского значения. Полное название: Учреждение культуры «Столинский районный краеведческий музей». В 2015 году музей посетили около 9 тысяч человек.

## История
Столинский районный краеведческий музей был основан в 1953 году, открыт в 1955 году. Музей размещается в парке «Маньковичи» в городе Столине. Первый директор музея — Вера Матвеевна Очкина. В 1955 году была открыта первая экспозиция, которая находилась на втором этаже небольшого двухэтажного здания в центре города Столина. Первый экспонат музея — медная копейка с изображением Георгия Победоносца, которую подарил музею Василий Наумчик, житель города Столина. Многие жители города Столина участвовали в создании музея, они приносили: старые документы, различные монеты, каменные топоры, орудия труда и быта и другие предметы. Постепенно фонды музея пополнялись предметами и с 1970 года краеведческий музей находится в парке «Маньковичи».

## Экспозиции
Фонд музея включает более 24 тысяч экспонатов, экспозиция размещается в шести залах: природы, археологии, истории (три зала), этнографии. В зале природа показывается география района, растительный и животный миры; художественная диорама «Край лесов и болот» показывает, где расположен ландшафтный заказник «Ольманские болота», который является одним из крупнейших в Белоруссии. Зал археологии знакомит с богатейшим археологическим наследием. Зал истории показывает историю региона с раннего средневековья и до самого начала Великой Отечественной войны. Имеются генеалогическое древо рода Радзивиллов, макет их дворца и предметы, которые раньше принадлежали этой семье. Зал этнографии показывает разнообразие местной народной культуры, в нём можно увидеть национальную одежду, рушники, сельскохозяйственные орудия труда, а также модель старинного ткацкого станка.

## Филиалы
- Давид-Городокский музей истории города (Давид-Городок)[4]
- Речицкий музей народной славы в р. п. Речица[5]
- Этнографический музей-усадьба гончара в Городная[6]

## Награды
Награды музея:
- Диплом Столинского райисполкома «Лучшее учреждение культуры за 2011 г.»,
- Районная Доска Почёта.